# Mustafa El Akri
Mustafa El Akri, auch Feu El Aakri, (arabisch مصطفى العكري, DMG Muṣṭafā al-ʿAkriyy; * 1965; † 27. Juni 2001) war ein marokkanischer Musiker und Sänger und neben Mohamed Rouicha der führende Vertreter der Berbermusik des Mittleren Atlas.

## Leben und Werk
Mustafa El Akri lebte in El Hajeb. Über sein Leben ist so gut wie nichts veröffentlicht; angeblich begann er erst im Alter von 20 Jahren Musik zu machen. Er komponierte die meisten seiner ausschließlich in der Berbersprache des Zentralatlas-Tamazight gesungenen Lieder selbst. Sein Musikstil und die Instrumentierung seiner Stücke orientieren sich an denen seines Vorbildes Mohamed Rouicha; vieles klingt jedoch – auch wegen der geringeren Anzahl seiner Begleitmusiker und Sängerinnen – einfacher, rauer und ursprünglicher.
Auch Mustafa El Akri spielte die loutar oder luthar, ein drei- oder vierseitiges Saiteninstrument, dessen Bespannung und Korpusumhüllung viel der gimbri verdankt, die – ursprünglich wahrscheinlich schwarzafrikanischer Herkunft – von den Gnaoua (‚Leuten aus Guinea‘) in den Süden Marokkos gebracht wurde. Ähnlichkeiten zwischen der Gnaoua-Musik und der Berbermusik des Mittleren Atlas finden sich auch in ihrer starken Rhythmusbetontheit und einem insgesamt eher zyklischen Charakter.